# Yakima Fold Belt
Der Yakima Fold Belt im südlichen zentralen Teil des US-Bundesstaates Washington in den Counties Yakima, Kittitas, Klickitat, Benton und Grant, auch Yakima fold-and-thrust belt genannt (dt. etwa Yakima Falten-Überschiebungs-Gürtel), ist ein Gebiet topographischer Faltungen, das durch tektonische Kompression emporgehoben wurde. Es handelt sich um die etwa 14.000 km² große strukturell-tektonische Subprovinz des westlichen Columbia Plateau, welche das Ergebnis einer komplexen und noch wenig verstandenen regionalen Tektonik sind. Die Faltungen sind mit geologischen Verwerfungen verbunden, deren seismisches Risiko für die nuklearen Einrichtungen am Hanford Nuclear Complex (unmittelbar nordwestlich der Tri-Cities) und die Staudämme am Columbia und Snake River von besonderem Interesse ist.

## Geographie
Die topografische Verschiedenheit des Yakima Fold Belt (siehe Reliefkarte) rührt aus ihrer Entstehung aus einer Lage eines Lavaflusses und den sedimentären Ablagerungen, welche die Unebenheiten im Allgemeinen ausfüllten und die Oberfläche eines großen Teils des Columbia-Einzugsgebietes einebneten. Die Ausdehnung dieser Lavaflüsse wurde im Westen und Norden durch die aufsteigenden Cascade Mountains und die Wenatchee Mountains begrenzt. Die Lavaflüsse erstrecken sich im Osten weit über das dargestellte Gebiet hinaus, der Yakima Fold Belt nicht. Die nördlichste hier dargestellte Falte (die Frenchman Hills) endet am Potholes Reservoir, eine weitere (die Saddle Mountains) enden gerade südlich davon nahe der Kleinstadt Othello (roter Kreis). Südlich der Tri-Cities erstreckt sich der Wall der Horse Heaven Hills eine kurze Strecke jenseits des Columbia River. Die Enden dieser Bergketten markieren die Grenze eines Blocks der kontinentalen Kruste (Teil des nordamerikanischen Kraton, dargestellt durch die gebrochene orange Linie), welche dem tektonischen Druck, der die Ketten formte, standhielt.
Die südlichste Kette des Yakima Fold Belt sind die Columbia Hills an der Nordseite des Columbia River. Das Faltungsmuster setzt sich mit der Dalles-Umatilla-Synklinale gleich südlich des Columbia River und weiter nach Oregon hinein mit der Blue-Mountains-Antiklinale fort, welche ungefähr parallel zum Klamath-Blue Mountain-Lineament verläuft, welche die südöstliche Grenze von Siletzia (siehe geologische Karte unten) markiert.
Der Yakima Fold Belt liegt auch am Olympic-Wallowa-Lineament (OWL), einer breiten Zone linear verlaufender topografischer Besonderheiten (gebrochene gelbe Linie) von der Olympic Peninsula im nordwestlichen Washington bis zu den Wallowa Mountains im nordöstlichen Oregon; die Orientierung und räumliche Ausdehnung einiger der Falten des Belts sind davon beeinflusst.

## Geologie

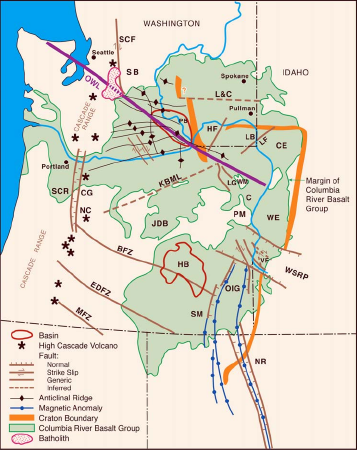
Yakima Fold Belt (dünne violette Linien mit schwarzen Rauten) im Kontext der wichtigsten regionalen geologischen Strukturen. Die Ausdehnung des Columbia River Basalts ist in hellgrün. Die dickste violette Linie ist die OWL, die dickste orange Linie korrespondiert mit der Grenze des Kraton in der Reliefkarte oben. Das Klamath-Blue Mountain-Lineament (KBML, ungefähre Lage, erstreckt sich bis zur Küste) ist die südliche Grenze des marinen Basalts von Siletzia. BFZ, EDFZ und MFZ sind die Brothers-, die Eugene-Denio- bzw. die McLaughlin-Falten-Zone.

Der zentrale Teil des Olympic-Wallowa-Lineaments, Cle Elum-Wallula-Deformationszone (CLEW) genannt,:248 besteht aus einer Serie von generell ostwärts verlaufenden eng beieinander liegenden asymmetrischen antiklinalen Bergketten und breiten synklinalen Tälern, die im Miozän durch die Lavaflüsse der Columbia River Basalt Group und durch Sedimente geformt wurden. In den meisten Teilen des Belts haben die Falten eine nordwärts ausgerichtete Vergenz (die südwärts gerichtete Vergenz der Columbia Hills ist eine Ausnahme) mit typischerweise durch schuppenförmige Überschiebungen gestörten steilen Faltenschenkeln.:9 Die Länge der Falten reicht von einem bis zu hundert Kilometern mit Wellenlängen (zwischen den Falten) von einigen wenigen bis zu zwanzig Kilometern.:91
Ein Graben liegt nahezu unter dem gesamten Yakima Fold Belt und wurde seit dem Eozän subduziert; er sinkt immer noch mit einer geringen Rate weiter in die Tiefe.:95
Eine Untersuchung von 2011 erbrachte aeromagnetische, gravitätische und paläoseismologische Beweise für die Verknüpfung des Yakima Fold Belt mit den aktiven Puget-Sound-Verwerfungen.

## Geodäsie
Geodätische Studien über die Oregon-Rotation zeigen, dass Oregon um einen Punkt etwas südlich von Lewiston (Idaho) rotiert und dabei den Yakima Fold Belt im Mittel um etwa drei Millimeter pro Jahr und die Pazifikküste von Washington um etwa sieben Millimeter pro Jahr zusammenschiebt.
Untersuchungen zur Bewegung des Yakima Fold Belt wurden zur Bewertung der seismischen Gefährdungen für die Hanford Site unternommen.